# 在任期間別のアメリカ合衆国大統領の一覧
| フランクリン・D・ルーズベルト 歴代最長在任期間: 4,422日 1933年-1945年 | ウィリアム・ヘンリー・ハリソン 歴代最短在任期間: 31日 1841年 |

本項目は、在任期間別にまとめたアメリカ合衆国の大統領の一覧である。大統領の任期4年は3回の平年（365日）と1回の閏年（366日）を合わせて1461日となる。暦日数で計算する場合は非連続の2期であるグロバー・クリーブランド以外の全員が1日、クリーブランドのみが2日多くなる。
1789年以来、44人のアメリカ合衆国大統領が誕生している。歴代大統領のうち4人（ウィリアム・ヘンリー・ハリソン、ザカリー・テイラー、ウォレン・G・ハーディング、フランクリン・D・ルーズベルト）が任期途中で自然死し、4人（エイブラハム・リンカーン、ジェームズ・A・ガーフィールド、ウィリアム・マッキンリー、ジョン・F・ケネディ）が暗殺され、1人（リチャード・ニクソン）が辞任している。
歴代で在任期間が最も短いのはウィリアム・ヘンリー・ハリソン、最も長いのはフランクリン・D・ルーズベルトである。またルーズベルトは唯一3期以上を務めたアメリカ大統領である。1951年に憲法修正第22条が批准されたことで大統領の3期目を目指すことが不可能となり、また前任者の途中退任に伴い昇格して2年以上大統領を務めた場合もその後は1期までとなった。修正条項批准当時に現職であったハリー・S・トルーマンはこの制限には含まれておらず、次代のドワイト・D・アイゼンハワーよりこれが適用された。

## 在勤期間別の大統領
| 順位    | 大統領                         | 日数 | 在任期間                                                                  | 任期数                                        |
| ------- | ------------------------------ | ---- | ------------------------------------------------------------------------- | --------------------------------------------- |
| 1       | フランクリン・D・ルーズベルト  | 4422 | 第32代 • 1933年3月4日 - 1945年4月12日                                     | 3期を満了; 4期目の82日目で死去                |
| 2 タイ  | トーマス・ジェファーソン       | 2922 | 第3代 • 1801年3月4日 - 1809年3月4日                                       | 2期を満了                                     |
| 2 タイ  | ジェームズ・マディソン         | 2922 | 第4代 • 1809年3月4日 - 1817年3月4日                                       | 2期を満了                                     |
| 2 タイ  | ジェームズ・モンロー           | 2922 | 第5代 • 1817年3月4日 - 1825年3月4日                                       | 2期を満了                                     |
| 2 タイ  | アンドリュー・ジャクソン       | 2922 | 第7代 • 1829年3月4日 - 1837年3月4日                                       | 2期を満了                                     |
| 2 タイ  | ユリシーズ・S・グラント        | 2922 | 第18代 • 1869年3月4日 - 1877年3月4日                                      | 2期を満了                                     |
| 2 タイ  | グロバー・クリーブランド       | 2922 | 第22代 • 1885年3月4日 - 1889年3月4日 第24代 • 1893年3月4日 - 1897年3月4日 | 2期を満了（非連続）                           |
| 2 タイ  | ウッドロウ・ウィルソン         | 2922 | 第28代 • 1913年3月4日 - 1921年3月4日                                      | 2期を満了                                     |
| 2 タイ  | ドワイト・D・アイゼンハワー    | 2922 | 第34代 • 1953年1月20日 - 1961年1月20日                                    | 2期を満了                                     |
| 2 タイ  | ロナルド・レーガン             | 2922 | 第40代 • 1981年1月20日 - 1989年1月20日                                    | 2期を満了                                     |
| 2 タイ  | ビル・クリントン               | 2922 | 第42代 • 1993年1月20日 - 2001年1月20日                                    | 2期を満了                                     |
| 2 タイ  | ジョージ・W・ブッシュ          | 2922 | 第43代 • 2001年1月20日 - 2009年1月20日                                    | 2期を満了                                     |
| 2 タイ  | バラク・オバマ                 | 2922 | 第44代 • 2009年1月20日 - 2017年1月20日                                    | 2期を満了                                     |
| 14      | ジョージ・ワシントン           | 2865 | 初代 • 1789年4月30日 - 1797年3月4日                                       | 2期を満了                                     |
| 15      | ハリー・S・トルーマン          | 2840 | 第33代 • 1945年4月12日 - 1953年1月20日                                    | 部分的な期間（3年283日）とそれに続く1期を満了 |
| 16      | セオドア・ルーズベルト         | 2728 | 第26代 • 1901年9月14日 - 1909年3月4日                                     | 部分的な期間（3年171日）とそれに続く1期を満了 |
| 17      | カルビン・クーリッジ           | 2041 | 第30代 • 1923年8月2日 - 1929年3月4日                                      | 部分的な期間（1年214日）とそれに続く1期を満了 |
| 18      | リチャード・ニクソン           | 2027 | 第37代 • 1969年1月20日 - 1974年8月9日                                     | 1期を満了; 2期目の1年201日目で辞職            |
| 19      | リンドン・B・ジョンソン        | 1886 | 第36代 • 1963年11月22日 - 1969年1月20日                                   | 部分的な期間（1年59日）とそれに続く1期を満了  |
| 20      | ウィリアム・マッキンリー       | 1654 | 第25代 • 1897年3月4日 - 1901年9月14日                                     | 1期を満了; 2期目の184日目に死去（暗殺）       |
| 21      | ドナルド・トランプ             | 1539 | 第45代 • 2017年1月20日 - 2021年1月20日 第47代 • 2025年1月20日 - 現職      | 1期を満了 現職                                |
| 22      | エイブラハム・リンカーン       | 1503 | 第16代 • 1861年3月4日 - 1865年4月15日                                     | 1期を満了; 2期目の42日目に死去（暗殺）        |
| 23 タイ | ジョン・クィンシー・アダムズ   | 1461 | 第6代 • 1825年3月4日 - 1829年3月4日                                       | 1期を満了                                     |
| 23 タイ | マーティン・ヴァン・ビューレン | 1461 | 第8代 • 1837年3月4日 - 1841年3月4日                                       | 1期を満了                                     |
| 23 タイ | ジェームズ・K・ポーク          | 1461 | 第11代 • 1845年3月4日 - 1849年3月4日                                      | 1期を満了                                     |
| 23 タイ | フランクリン・ピアース         | 1461 | 第14代 • 1853年3月4日 - 1857年3月4日                                      | 1期を満了                                     |
| 23 タイ | ジェームズ・ブキャナン         | 1461 | 第15代 • 1857年3月4日 - 1861年3月4日                                      | 1期を満了                                     |
| 23 タイ | ラザフォード・B・ヘイズ        | 1461 | 第19代 • 1877年3月4日 - 1881年3月4日                                      | 1期を満了                                     |
| 23 タイ | ベンジャミン・ハリソン         | 1461 | 第23代 • 1889年3月4日 - 1893年3月4日                                      | 1期を満了                                     |
| 23 タイ | ウィリアム・ハワード・タフト   | 1461 | 第27代 • 1909年3月4日 - 1913年3月4日                                      | 1期を満了                                     |
| 23 タイ | ハーバート・フーヴァー         | 1461 | 第31代 • 1929年3月4日 - 1933年3月4日                                      | 1期を満了                                     |
| 23 タイ | ジミー・カーター               | 1461 | 第39代 • 1977年1月20日 - 1981年1月20日                                    | 1期を満了                                     |
| 23 タイ | ジョージ・H・W・ブッシュ       | 1461 | 第41代 • 1989年1月20日 - 1993年1月20日                                    | 1期を満了                                     |
| 23 タイ | ジョー・バイデン               | 1461 | 第46代 • 2021年1月20日 - 2025年1月20日                                    | 1期を満了                                     |
| 35      | ジョン・アダムズ               | 1460 | 第2代 • 1797年3月4日 - 1801年3月4日                                       | 1期を満了                                     |
| 36      | ジョン・タイラー               | 1430 | 第10代 • 1841年4月4日 - 1845年3月4日                                      | 部分的な期間（3年334日）                      |
| 37      | アンドリュー・ジョンソン       | 1419 | 第17代 • 1865年4月15日 - 1869年3月4日                                     | 部分的な期間（3年323日）                      |
| 38      | チェスター・A・アーサー        | 1262 | 第21代 • 1881年9月19日 - 1885年3月4日                                     | 部分的な期間（3年166日）                      |
| 39      | ジョン・F・ケネディ            | 1036 | 第35代 • 1961年1月20日 - 1963年11月22日                                   | 1期目の2年306日目に死去（暗殺）               |
| 40      | ミラード・フィルモア           | 969  | 第13代 • 1850年7月9日 - 1853年3月4日                                      | 部分的な期間（2年238日）                      |
| 41      | ジェラルド・フォード           | 895  | 第38代 • 1974年8月9日 - 1977年1月20日                                     | 部分的な期間（2年164日）                      |
| 42      | ウォレン・G・ハーディング      | 881  | 第29代 • 1921年3月4日 - 1923年8月2日                                      | 1期目の2年151日目で死去                       |
| 43      | ザカリー・テイラー             | 492  | 第12代 • 1849年3月4日 - 1850年7月9日                                      | 1期目の1年127日目で死去                       |
| 44      | ジェームズ・A・ガーフィールド  | 199  | 第20代 • 1881年3月4日 - 9月19日                                           | 1期目の199日目で死去（暗殺）                  |
| 45      | ウィリアム・ヘンリー・ハリソン | 31   | 第9代 • 1841年3月4日 - 4月4日                                             | 1期目の31日目で死去                           |